# Outsiders (roman)
Pour les articles homonymes, voir Outsiders.
Outsiders (titre original : The Outsiders) est un roman d'apprentissage de l'écrivaine américaine S. E. Hinton paru le 24 avril 1967. Francis Ford Coppola l'adapte au cinéma en 1983.

## Trame
Ponyboy Curtis et ses deux frères Darren et (Sodapop) font partie des Greasers. Garçons défavorisés des quartiers pauvres à l'est de la ville, ils sont les ennemis jurés des Socs, jeunes prodiges riches et orgeuilleux.
Lorsque son meilleur ami, Johnny Cade, commet un crime involontairement, les deux garçons deviennent alors des fugitifs et réfléchissent sur le sens de leurs vies sur fond de poésie et de philosophie.

## Controverse
Outsiders était un livre controversé au moment de sa publication, et il continue encore aujourd’hui de susciter des débats et des contestations. Il a été classé 38e sur la liste des 100 livres les plus fréquemment contestés entre 1990 et 1999 par l’American Library Association. Ce livre a été interdit dans certaines écoles et bibliothèques en raison de sa représentation de la violence entre bandes rivales, de la consommation d’alcool et de tabac par des mineurs, de son langage cru/argotique, et de la dysfonction familiale qu’il décrit.[citation nécessaire]

## Héritage et postérité

### Importance dans la littérature américaine
Dans de nombreuses écoles américaines, le roman fait partie du programme d’anglais au niveau secondaire. Le 5 novembre 2019, Outsiders a été inscrit par BBC News sur sa liste des 100 romans les plus influents.[citation nécessaire]

### Adaptation cinématographique
L’adaptation cinématographique de 1983, réalisée par Francis Ford Coppola, a conservé une base de fans fidèle depuis sa sortie. Le film est notamment connu pour avoir réuni de jeunes acteurs avant qu’ils ne deviennent célèbres, parmi lesquels C. Thomas Howell, Ralph Macchio, Matt Dillon, Patrick Swayze, Rob Lowe, Emilio Estevez, Tom Cruise et Diane Lane.

### Série télévisée
Francis Ford Coppola a également produit une série télévisée adaptée du roman Outsiders de S. E. Hinton. La série est diffusée en 1990 sur la chaîne Fox. Elle ne connait que 13 épisodes.

### Adaptation musicale sur scène
Une comédie musicale basée sur le roman et le film a eu sa première mondiale au La Jolla Playhouse en février/mars 2023. La mise en scène était assurée par Danya Taymor, sur un livret d’Adam Rapp, avec des chansons de Jamestown Revival et une direction musicale, des arrangements et des orchestrations de Justin Levine. Le 21 août 2023, il a été annoncé que le spectacle débuterait ses avant-premières à Broadway au Bernard B. Jacobs Theatre le 16 mars. Il a officiellement ouvert le 11 avril. Il a reçu douze nominations aux 77e Tony Awards, en remportant 4, dont celle de la Meilleure Comédie musicale.

### Le muséeThe Outsiders House Museumet la préservation des lieux de tournage
Le The Outsiders House Museum a ouvert ses portes à Tulsa, Oklahoma, le 9 août 2019. En 2009, l’artiste hip-hop Danny Boy O'Connor a découvert la maison qui avait servi de domicile aux frères Curtis,. Il a longtemps envisagé de l’acheter, ce qu’il a finalement fait en 2016. O'Connor a expliqué qu’il l’a achetée sans la visiter, et qu’à son arrivée, la maison tombait en ruine. Avec l’aide d’amis, de l’Oklahoma Film and Music Office, du conseil municipal, d’entreprises locales et de bénévoles, les travaux de restauration ont commencé,. Une fois les fonds réunis, la maison a été entièrement rénovée pour préserver son authenticité par rapport au film.
En 2016, une campagne GoFundMe a été lancée pour récolter des fonds supplémentaires. Parmi les donateurs notables figuraient Jack White, qui a donné 30 000 $ US, et Billy Idol. La même année, des projections du film ont été organisées avec la participation de l’acteur C. Thomas Howell, et les panneaux de signalisation du coin de rue ont été changés en « The Outsiders Way » et « The Curtis Brothers Lane ». Le musée abrite aujourd’hui une collection de souvenirs liés au film. En plus de Howell, d’autres stars du film, dont Rob Lowe, Ralph Macchio et Matt Dillon, ont visité les lieux entre la restauration et l’ouverture,. Pour son travail de préservation de ce site culturel, O’Connor a reçu les clés de la ville de Tulsa.
En 2022, à Sperry (Oklahoma), le groupe Upward Sperry a restauré la station-service DX — aujourd’hui hors service — vue dans le film. Le président du groupe, Gary Coulson, a déclaré : « C’est vraiment en train de prendre. Je déteste presque le dire, mais c’est devenu une sorte de culte. Les gens affluent ici – cela attire du monde. » Avec O'Connor, ils prévoient de raviver la nostalgie de The Outsiders à Sperry.
Le 14 avril 2023, dans le cadre du 40e anniversaire du film, une plaque commémorative a été installée au Admiral Twin Drive-In, où une scène du film a été tournée.